# Nicolas Daveluy-Bellencourt
 (mars 2015).
Comte Nicolas IV Daveluy-Bellencourt est un homme politique et industriel français né le 10 septembre 1756 à Amiens et mort le 21 mai 1840 .
Il reçut l'Étoile d’Officier de l’Ordre royal de la Légion d'honneur et fut Chevalier dans l’Ordre du Lys.

## Biographie
Fils de Nicolas III Daveluy et d’Élisabeth Delespaux, Nicolas Daveluy-Bellencourt naît à Amiens le 10 septembre 1756, et est baptisé le jour même à Saint-Firmin-le-Confesseur. Il se marie à Saint-Firmin-le-Confesseur d’Amiens le 17 février 1784 avec Marie Catherine Félicité Bellencourt, fille de Félix Éric Bellencourt et de Marie Dass, née le 25 novembre 1758 à Amiens, où elle meurt le 4 mai 1795. Elle fut inhumée au cimetière Saint-Roch de cette commune. Ils eurent ensemble quatre enfants : Félicité, Isidore, une petite fille morte en bas âge, et Céline.  
Juge consulaire en 1787 et 1788, Nicolas Daveluy-Bellencourt conserva sa liberté sous la Révolution malgré ses opinions royalistes. Il fut juge au Tribunal de Commerce de 1802 à 1804. En 1815, il entra à la Chambre de Commerce, et présida plusieurs fois. 
Nicolas Daveluy-Bellencourt possédait les trois quarts du village de Bergicourt. En 1793, après la naissance de ses enfants, Nicolas y acheta sa maison de campagne. 
Il fut conseiller municipal et adjoint au maire en 1808. Rallié au gouvernement de la Restauration, il fut élu par deux-cent-soixante-dix-sept voix contre deux cent cinquante-deux à Jean-Baptiste Caumartin. Il vota régulièrement à la Chambre, avec la majorité royaliste. Maire d’Amiens en 1823, il obtint sa réélection, comme député, le 25 février 1824 par trois-cents voix contre deux cent cinquante-deux au Baron Guillaume Louis Ternaux. 
Charles X avait succédé à son frère, et dans un voyage que la famille royale fit à Amiens[Quand ?], il s’arrêta à l’arc de triomphe de la ville d’Amiens, où se trouvait, à la tête du corps municipal, Nicolas IV Daveluy, maire de la ville, qui harangua le roi et lui présenta les clefs. En souvenir de cette visite, Charles X lui donna une tabatière en or avec son chiffre en diamants, et la Duchesse de Berry laissa à Félicité, l’aînée des demoiselles Daveluy, leur mère étant décédée, un collier en perles fines[réf. nécessaire].
Nicolas IV soutint le ministère de ses votes jusqu’en 1827, et donna sa démission de maire d’Amiens, à la Révolution de juillet 1830. 
Ce fut sous ses mandats qu’Amiens s’étendit et se modernisa[réf. nécessaire]. Les remparts furent déconstruits afin de laisser place à de larges boulevards qui ceinturaient le centre-ville, et l’ouverture de la navigation sur le Canal du Duc d’Angoulême, inauguré le 18 septembre 1827 par Charles X.
Le roi l’ayant fait comte, Nicolas IV, en refusant son anoblissement, fit la réflexion suivante : « Je préfère être le premier des bourgeois que le dernier des nobles »[réf. nécessaire]. Il n’en reste pas moins qu’ayant reçu la Légion d’honneur en 1827, il fut titré comte dans l’Almanach royal & National pour l’an 1838, soit onze ans plus tard.
Nicolas Daveluy-Bellencourt mourut le 21 mai 1840, et fut inhumé à Amiens.